# Relais 4 × 400 mètres masculin aux Jeux olympiques d'été de 2016
Pour un article plus général, voir Athlétisme aux Jeux olympiques d'été de 2016.
Navigation
Londres 2012 Tokyo 2020
L'épreuve du relais 4 × 400 mètres masculin aux Jeux olympiques de 2016 se déroule les 19 et 20 août 2016 au Stade olympique de Rio de Janeiro, au Brésil.

## Résultats

### Finale
| Rang               | Couloir | Pays       | Athlètes                                                                    | Temps   | Notes |
| Médaille d'or      | 5       | États-Unis | Arman Hall, Tony McQuay, Gil Roberts, LaShawn Merritt                       | 2:57.30 | SB    |
| Médaille d'argent  | 3       | Jamaïque   | Peter Matthews, Nathon Allen, Fitzroy Dunkley, Javon Francis                | 2:58.16 | SB    |
| Médaille de bronze | 6       | Bahamas    | Alonzo Russell, Michael Mathieu, Steven Gardiner, Chris Brown               | 2:58.49 | SB    |
| 4                  | 4       | Belgique   | Julien Watrin, Jonathan Borlée, Dylan Borlée, Kévin Borlée                  | 2:58.52 | NR    |
| 5                  | 7       | Botswana   | Isaac Makwala, Karabo Sibanda, Onkabetse Nkobolo, Leaname Maotoanong        | 2:59.06 | NR    |
| 6                  | 8       | Cuba       | William Collazo, Adrian Chacón, Osmaidel Pellicier, Yoandys Lescay          | 2:59.53 | SB    |
| 7                  | 2       | Pologne    | Łukasz Krawczuk, Michał Pietrzak, Jakub Krzewina, Rafał Omelko              | 3:00.50 |       |
| 8                  | 1       | Brésil     | Pedro Luiz de Oliveira, Alexander Russo, Peterson dos Santos, Hugo de Sousa | 3:03.28 |       |

### Séries
- Les 3 premiers de chaque série (Q) et les 2 meilleurs temps (q) accèdent à la finale.

#### Série 1
| Rang | Pays              | Athlètes                                                              | Temps   | Notes |
| ---- | ----------------- | --------------------------------------------------------------------- | ------- | ----- |
| 1    | Jamaïque          | Rusheen McDonald, Peter Matthews, Nathon Allen, Javon Francis         | 2:58.29 | Q, SB |
| 2    | États-Unis        | Arman Hall, Tony McQuay, Kyle Clemons, David Verburg                  | 2:58.38 | Q, SB |
| 3    | Botswana          | Isaac Makwala, Karabo Sibanda, Onkabetse Nkobolo, Leaname Maotoanong  | 2:59.35 | Q, NR |
| 4    | Pologne           | Łukasz Krawczuk, Michał Pietrzak, Jakub Krzewina, Rafał Omelko        | 2:59.58 | q, SB |
| 5    | France            | Mame-Ibra Anne, Teddy Atine-Venel, Mamadou Kassé Hann, Thomas Jordier | 3:00.82 | SB    |
| 6    | Colombie          | Anthony Zambrano, Diego Palomeque, Carlos Lemos, Jhon Perlaza         | 3:01.84 |       |
| 7    | Japon             | Julian Walsh, Tomoya Tamura, Takamasa Kitagawa, Nobuya Kato           | 3:02.95 |       |
| —    | Trinité-et-Tobago | Jarrin Solomon, Lalonde Gordon, Deon Lendore, Machel Cedenio          | DQ      |       |

#### Série 2
| Rang | Pays                   | Athlètes                                                                    | Temps   | Notes |
| ---- | ---------------------- | --------------------------------------------------------------------------- | ------- | ----- |
| 1    | Belgique               | Julien Watrin, Jonathan Borlée, Dylan Borlée, Kévin Borlée                  | 2:59.25 | Q, NR |
| 2    | Bahamas                | Alonzo Russell, Chris Brown, Steven Gardiner, Stephen Newbold               | 2:59.64 | Q, SB |
| 3    | Cuba                   | William Collazo, Adrian Chacón, Osmaidel Pellicier, Yoandys Lescay          | 3:00.16 | Q, SB |
| 4    | Brésil                 | Pedro Luiz de Oliveira, Alexander Russo, Peterson dos Santos, Hugo de Sousa | 3:00.43 | q, SB |
| 5    | République dominicaine | Yon Soriano, Luguelín Santos, Luis Enrique Charles, Gustavo Cuesta          | 3:01.76 | SB    |
| 6    | Venezuela              | Arturo Ramírez, Omar Longart, Alberth Bravo, Freddy Mezones                 | 3:02.69 |       |
| —    | Grande-Bretagne        | Nigel Levine, Delanno Williams, Matthew Hudson-Smith, Martyn Rooney         | DQ      |       |
| —    | Inde                   | Kunhu Muhammed, Muhammad Anas, Ayyasamy Dharun, Arokia Rajiv                | DQ      |       |

## Légende
Records et Performances
- AR : Record continental (area record)
- CR : Record des championnats (championship record)
- MR : Record du meeting (meet record)
- NR : Record national (national record)
- OR : Record olympique (olympic record)
- PR : Record paralympique (paralympic record)
- PB : Record personnel (personal best)
- SB : Meilleure performance personnelle de la saison (season's best)
- WL : Meilleure performance mondiale de l'année (world leader)
- WJR : Record du monde junior (world junior record)
- WR : Record du monde (world record)

Circonstances et Conditions
- DNF : N'a pas terminé (did not finish)
- DNS : N'a pas pris le départ (did not start)
- DQ : Disqualification (disqualification)
- NM : Aucun essai valable enregistré (No Mark)
- Q : Qualifié « directement » au prochain tour (ou à la prochaine compétition), lors d'une compétition majeure, grâce au classement ou à la réalisation des minima (automatic qualifier)
- q : Qualifié au prochain tour (ou à la prochaine compétition), lors d'une compétition majeure, grâce au repêchage ou à la réalisation de l'une des meilleures performances parmi celles des « non qualifiés directement » (grâce au meilleur temps ou à la meilleure distance par exemple) (secondary qualifier)